# Lisseurytomella flava
Lisseurytomella flava är en stekelart som först beskrevs av William Harris Ashmead 1900.
Lisseurytomella flava ingår i släktet Lisseurytomella och familjen finglanssteklar. Inga underarter finns listade i Catalogue of Life.